# 毛苇谷草
毛苇谷草（学名：[Pentanema vestitum] 错误：{{Lang}}：文本有斜体标记（帮助））为菊科苇谷草属的植物。分布在巴基斯坦、阿富汗、锡金、印度以及中国大陆的西藏等地，生长于海拔1,500米的地区，一般生于山坡灌丛，目前尚未由人工引种栽培。